# Musicman (書籍)
『Musicman』（ミュージックマン）は、エフ・ビー・コミュニケーションズが発行する、日本の音楽業界ビジネス年鑑。

## 概要
エフ・ビー・コミュニケーションズが発行元となり、マグネットとの共同制作で1990年創刊。日本の音楽関連の仕事内容の紹介や音楽関連の業者・個人の広告を掲載している年刊情報誌である。広告の名簿は音楽関連企業が約1,100社、個人が約800人掲載しているとしており、書籍サイズはA5判で、総ページ数は毎年700程度である。
1999年からは公式ウェブサイトを開設し、ネット上でも情報を連動し、掲載内容の変更・修正などを発信している。
なお、「Musicman」という書名は、アトランティック・レコードの創始者アーメット・アーティガンの自伝書『Musicman』からとられた。
2019年7月発行の『Musicman 2019-2020』をもって休刊。

## 内容

### 企業データ
- 音楽・芸能専門学校
- レコードメーカー制作宣伝
- プロダクション
- レーベル
- 放送局
- レコーディング･スタジオ
- リハーサル･スタジオ
- ライブ&クラブスペース
- 音楽配信サイト
- 映像制作関連
- コンサート制作関連

など

### 個人データ
- ミュージシャン
- レコーディング･エンジニア
- マスタリング･エンジニア
- CM音楽プロデューサー

など約800名以上の個人データ

### その他
- コンサート・スタッフリスト
- ビデオクリップ･スタッフリスト

など

## 配布･販売ルート
創刊当初は性質上、発行部数のほとんどが自社や関連企業内部のみで流通させていた。しかし、使用用途の拡大とともに一般販売を始め、現在では、特約書店・楽器店・レコード店とMusicmanで販売されている。